# 2e Infanteriedivisie (Nieuw-Zeeland)
De 2e Nieuw-Zeelandse Divisie was een eenheid van het Nieuw-Zeelandse leger tijdens de Tweede Wereldoorlog. Gedurende het grootste deel van haar bestaan werd zij aangevoerd door luitenant-generaal Bernard Freyberg. Zij werd ingezet in de Slag om Griekenland, de Landing op Kreta, de Noord-Afrikaanse Veldtocht en de Italiaanse Veldtocht. 
In Noord-Afrika speelde zij een belangrijke rol bij de nederlaag van de Duitsers in de Tweede Slag bij El Alamein. Eind 1943 werd de divisie overgebracht naar Italië om er deel te nemen aan de campagne van het Britse Achtste Leger. Begin 1944 probeerde zij als hoofdbestanddeel van het New Zealand Corps tevergeefs de Gustav-linie te doorbreken in de Slag bij Monte Cassino. 
Na het einde van de oorlog keerden zij naar Nieuw-Zeeland terug; sommige delen van de divisie gingen deelnemen aan de bezetting van Japan.